# Ньюпорт (область)
Нью́порт (англ. Newport) — область у складі Уельсу. Розташована на півдні країни. Адміністративний центр — Ньюпорт.

## Найбільші міста
Міста з населенням понад 2 тисячі осіб:
| № | Місто    | Населення, осіб (2001) |
| - | -------- | ---------------------- |
| 1 | Ньюпорт  | 116 143                |
| 2 | Карлеон  | 9 392                  |
| 3 | Маршфілд | 2 636                  |
| 4 | Лангстон | 2 180                  |
| 5 | Андервуд | 2 012                  |